# Cung điện Schwarzenberg ở Praha
Cung điện Schwarzenberg ở Praha, hay Cung điện Lobkovický (tiếng Séc: Schwarzenberský palác v Praze, Lobkovický palác) là một cung điện lịch sử có từ thế kỷ 16, nằm trên quảng trường Hradčany, Cộng hòa Séc. Hiện nay, Viện Lịch sử Quân sự và Phòng trưng bày Quốc gia Praha thường xuyên tổ chức các cuộc triển lãm ở đây. Cung điện có tên trong danh sách di tích văn hóa.

## Lịch sử
- 1545 - 1567: Cung điện được xây dựng theo phong cách thời Phục hưng, thuộc sở hữu của gia đình quý tộc Lobkovic.[2]
- Năm 1594: Hoàng đế Rudolf II tịch thu tài sản này.
- Năm 1631: Jan Oldřich của gia tộc Eggenber tiếp quản Cung điện.
- Từ năm 1719: Cung điện được gia tộc Schwarzenberg tiếp quản.
- Từ năm 1909: Các quý tộc Schwarzenberg cho Bảo tàng Kỹ thuật Quốc gia thuê Cung điện để làm trụ sở.
- Năm 1940: Quân Đức Quốc xã tịch thu Cung điện từ tay Công tước Adolf Schwarzenberg.
- Sau cuộc đảo chính năm 1948: Cung điện sau này được chuyển thành Bảo tàng Lịch sử Quân sự.
- Năm 2002: Cung điện Schwarzenberg thuộc sở hữu của Phòng trưng bày Quốc gia Praha.
- Năm 2008: Tòa nhà được xây dựng lại và trở thành nơi tổ chức các buổi triễn lãm tác phẩm nghệ thuật của Phòng trưng bày Quốc gia Praha (một bộ sưu tập mang nhiều phong cách như: Phục hưng, Mannerism và Baroque).
- Hiện nay: Cung điện còn có gian trưng bày thường trực của Viện Lịch sử Quân sự, được gọi là Kho vũ khí hoàng gia (một bộ sưu tập vũ khí, áo giáp và các tác phẩm nghệ thuật giai đoạn thế kỷ 15 - thế kỷ 19).[3]